# Lamiodendron magnificum
Lamiodendron magnificum là một loài thực vật có hoa trong họ Chùm ớt. Loài này được Steenis mô tả khoa học đầu tiên năm 1957.